# Diaglyptella olsoufieffi
Diaglyptella olsoufieffi là một loài tò vò trong họ Ichneumonidae.